# Kvarngölen (Hjorteds socken, Småland)
Kvarngölen är en sjö i Västerviks kommun i Småland och ingår i Botorpsströmmens huvudavrinningsområde.